# Sciara flavomarginata
Sciara flavomarginata är en tvåvingeart som beskrevs av Werner Mohrig och Boris Mamaev 1982. Sciara flavomarginata ingår i släktet Sciara och familjen sorgmyggor. Inga underarter finns listade i Catalogue of Life.